# HMS Kite (U87)
Pour les articles homonymes, voir HMS Kite.
Le HMS Kite est un sloop britannique, de la classe Black Swan modifiée, qui participa aux opérations navales contre la Kriegsmarine (marine Allemande) pendant la seconde Guerre mondiale.
Il est l'un des nombreux navires de cette classe qui ont participé au fameux "voyage six en un" en 1944 (dans lequel six sous-marins ont été coulés dans une patrouille).

## Construction et conception
Le Kite est commandé le 27 mars 1941 dans le cadre de programmation de 1940 pour le chantier naval de Cammell Laird à Birkenhead - Angleterre. Sa pose de la quille est effectuée le 25 septembre 1941, le Kite est lancé le 13 octobre 1942 et mis en service le 1er mars 1943.
Il a été adopté par les communautés civiles de Braintree et de Becking dans l'Essex, dans le cadre de la Warship Week (semaine des navires de guerre) en 1942.
La classe Black Swan modifiée était une version élargie et mieux armé pour la lutte anti-sous-marine de la classe Black Swan, elle-même dérivée des sloops antérieurs de la classe Egret. L'armement principal se composait de six canons antiaériens QF 4 pouces Mk XVI dans trois tourelles jumelles, de 6 Canons jumelés de 20 mm Oerlikon Anti-aérien, de 4 canons de 40 mm pom-pom. L'armement anti-sous-marin se composait de lanceurs de charges de profondeur avec 110 charges de profondeur transportées. Il était aussi équipé d'un mortier HEDGEHOG anti-sous-marin pour lancer en avant ainsi qu'un équipement radar pour le radar d'alerte de surface type 272, et le radar de contrôle de tir type 285,.

## Historique
Le Kite participe au naufrage de cinq sous-marins U-Bootes avec plusieurs navires-sœurs:
- Le 24 juin 1943, le U-449 est coulé près du cap Ortegal, en Espagne, par les sloops Wren, Woodpecker, Kite et Wild Goose.
- Le 30 juillet 1943, le U-462 est coulé dans le golfe de Gascogne par un avion bombardier Handley Page Halifax et les Wren, Kite, Woodpecker, Wild Goose et Woodcock.
- Le 30 juillet 1943, le U-504 est coulé près du cap Ortegal par les Kite, Woodpecker, Wren et Wild Goose.
- Le 6 novembre 1943, le U-226 est coulé à l'est du Dominion de Terre-Neuve par  les Starling, Woodcock et Kite.
- Puis au sud-ouest de l'Irlande, il fait partie de ce fameux "voyage six en un" avec les Magpie et Starling. puis rejoint par le Woodpecker et le Wild Goose , participent au naufrage des sous-marins allemands U-762 (8 février 1944), U-238 et U-734 (9 février 1944), U-424 (11 février 1944) et U-653 (15 mars 1944).

Le 20 août 1944, le Kite escorte les porte-avions Vindex and Striker, qui à leurs tours escortent le convoi JW 59 vers le nord de la Russie lorsque le convoi est aperçu dans la mer de Barents par des avions allemands. Bientôt, un groupe de sous-marins attaque le convoi et un sous-marin a été coulé par un avion Fairey Swordfish de l'un des porte-avions. Deux autres ont été coulés par d'autres destroyers.
A 6h30, le 21 août 44, le Kite ralentit à 6 nœuds (11 km/h) pour démêler ses "renards" (anti-bruiteurs de torpilles acoustiques, remorqués vers l'arrière). La décision de le faire, plutôt que de couper les câbles des renards et de les abandonner, a été prise par son commandant temporaire, le Lt Cdr Campbell, un sous-marinier. À cette vitesse, le Kite est comme un canard dans l'eau, une cible parfaite, et il est frappé par deux torpilles de l'U-344 (commandé par l'Oberleutnant Ulrich Pietsch) et coule à la position géographique de 73° 01′ N, 3° 57′ E.
Sur l'équipage du Kite de 10 officiers et 207 marins, seulement 60 ont survécu à l'attaque, mais à cause de l'eau glaciale de l'Arctique, seuls 14 marins sont récupérés vivants par le HMS Keppel. Cinq des sauvés sont morts à bord de Keppel, ne laissant que neuf pour se rendre à terre. Le U-344 est coulé le lendemain par un seul Fairey Swordfish venant du Vindex, piloté par Gordon Bennett, qui est tombé sur sa proie, surprenant le U-Boot à la surface, et lui lançant une seule charge de profondeur qui a explosé sous le U-boot, le faisant couler avec tout son équipage à la position géographique de 74° 54′ N, 15° 26′ E.